# Большое Покровское (деревня, Москва)
Большое Покровское — деревня в Новомосковском административном округе Москвы. Входит в состав поселения Марушкинское.
До 1 июля 2012 года деревня была в составе Наро-Фоминского района Московской области.

## Население
| 1852 | 1859 | 1899 | 1926 | 2002 | 2006 | 2010 |
| ---- | ---- | ---- | ---- | ---- | ---- | ---- |
| 190  | ↘184 | ↘147 | ↗199 | ↘102 | ↘55  | ↗145 |

Согласно Всероссийской переписи, в 2002 году в деревне проживало 102 человека (42 мужчины и 60 женщин); преобладающая национальность — русские (96 %). По данным на 2005 год, в деревне проживало 55 человек.

## География
Деревня Большое Покровское находится примерно в 9 км к юго-западу от центра города Московский. В километре к северу от деревни проходит Киевское шоссе. У южной границы деревни протекает река Незнайка. Ближайший населённый пункт — деревня Акиньшино. В деревне 5 улиц — Дорожная, Заречная, Лесная, Молодёжная, Октябрьская и 1 переулок — Полевой, приписано садоводческое товарищество.

## История
До середины XVIII века село Большое Покровское принадлежало Спасо-Андроникову монастырю. В селе находилась деревянная Покрова церковь. В 1847 году была построена каменная церковь Покрова Пресвятой Богородицы, сохранившаяся до наших дней.
В середине XIX века село Покровское относилось к 1-му стану Звенигородского уезда Московской губернии, в селе была православная церковь, 36 дворов, крестьян 77 душ мужского пола и 113 душ женского.
В «Списке населённых мест» 1862 года — казённое село 1-го стана Звенигородского уезда по левую сторону Ново-Калужского тракта из Москвы на село Нара Верейского уезда, в 30 верстах от уездного города и 16 верстах от становой квартиры, при речке Незнани, с 34 дворами и 184 жителями (70 мужчин, 114 женщин).
По данным на 1899 год — село Перхушковской волости Звенигородского уезда с 147 жителями.
В 1913 году — 36 дворов и церковно-приходская школа.
По материалам Всесоюзной переписи населения 1926 года — центр Покровского сельсовета Перхушковской волости Звенигородского уезда в 10,7 км от Можайского шоссе и 9,6 км от станции Внуково Киево-Воронежской железной дороги, проживало 199 жителей (88 мужчин, 111 женщин), насчитывалось 41 хозяйство, из которых 40 крестьянских, имелась школа 1-й ступени.
1929—1930 гг. — населённый пункт в составе Звенигородского района Московского округа Московской области.
1930—1963, 1965—2012 гг. — в составе Наро-Фоминского района Московской области.
1963—1965 гг. — в составе Звенигородского укрупнённого сельского района Московской области.

## Достопримечательности
В деревне находится церковь Покрова Пресвятой Богородицы, построенная в 1847 году в русско-византийском стиле. В 1965 году церковь была закрыта. В 1996 году вновь открыта и отреставрирована. Церковь Покрова Пресвятой Богородицы имеет статус памятника архитектуры местного значения.
В деревне есть памятник погибшим в Великой Отечественной войне.
- Церковь Покрова Пресвятой Богородицы
- Памятник погибшим в Великой Отечественной войне
- Въезд в село
- Ручей Покровка